# Quilombo (Santa Catarina)
Quilombo é um município brasileiro do estado de Santa Catarina.  Localiza-se a uma latitude 26º43'34" sul e a uma longitude 52º43'14" oeste, estando a uma altitude de 425 metros. Sua população, conforme o censo de 2022, é de 11 022 habitantes (IBGE).
O município é caracterizado por um relevo acidentado, estando a sede em sua maior porção encravada entre cerros, no vale do Rio Quilombo. Daí a mais provável origem do nome do município, que também conta com outras versões, como a de que soldados teriam encontrado ali um grupo de refugiados de conflitos regionais, e sobre os quais teriam afirmado que pareciam estar escondidos em um quilombo. Não há registros objetivos sobre o surgimento da denominação, seja qual for o seu contexto verdadeiro.
Entre as belezas naturais do município, que se esconde entre colinas e morros, o destaque maior é o Salto Saudades, uma belíssima seqüência de cachoeiras e quedas d'água a cerca de 15 km do centro.
Na sede do município, o destaque é o pequeno, arborizado e aconchegante balneário municipal, cujas fontes de águas minerais alimentam as piscinas e atraem famílias e jovens de toda a microrregião, especialmente na época do concorrido carnaval Quilombo Legal. O balneário de Quilombo tem a única fonte de águas minerais sulfurosas do Estado de Santa Catarina, água esta que também é potável. Como curiosidade extra, o balneário se localiza junto à praça central da sede do município, o que permite à maior parte dos seus usuários se dirigir a pé até as piscinas, sejam moradores, sejam turistas alojados na cidade, particularmente na área de camping contígua ao balneário.
O município possui uma área de 283,71 km².

## História
O surgimento de Quilombo deu-se por volta de 1930. Parte das terras foi adquirida principalmente por italianos e alemães que viviam no Rio Grande do Sul, compradas através de empresas colonizadoras. Quanto ao povoamento, deu-se lentamente, principalmente por filhos destes italianos e alemães, inicialmente moradores da Serra Gaúcha.
Entretanto, antes da chegada dos imigrantes, existiam pequenos ranchos ou comunidades que eram habitados por caboclos. Entre as versões, há a que considera que o nome Quilombo foi dado por tropas militares que foram orientadas sobre a existência de pequenas comunidades de nativos. Em suas patrulhas, retrataram pequenas comunidades de caboclos dispersas pela região. Há versões que descrevem estas pequenas comunidades como sendo habitadas por escravos ou seus descendentes, que a escolhiam devido o relevo montanhoso. Como estes povos tem uma estreita relação com a terra, água, plantas etc, existiam nas comunidades o que os povos retratavam como curandeiros, que também eram considerados profetas naquele tempo. Com a chegada das empresas colonizadoras, e por consequência dos colonos imigrantes, as comunidades nativas foram sendo aos poucos expulsas das terras que habitavam.

## Economia
A economia do município assim como da maior parte da região é baseada na agricultura e na criação de gado, suínos e aves. Há também a existência de cooperativas no município que junto com a agricultura são a base da economia quilombense.

## Cultura
Em 1998 Quilombo criou a Casa de Cultura de Quilombo, que foi retirada da zona rural da cidade, pertencente a família Simon para mostrar um pouco sobre a história do município; hoje ela está localizada no centro da cidade.

## Turismo
Um dos principais atrativos turísticos de Quilombo é o Salto Saudades, um conjunto de sete cascatas que forma uma beleza ímpar em um cenário de muito verde e águas limpas do rio Chapecó. O Salto Saudades atrai visitantes de todo estado de SC e de muitas outras cidades brasileiras, e por ser um atrativo tão importante ganhou obras de acessibilidade e segurança no ano de 2019 e 2020 para facilitar o acesso dos turistas. A cidade também conta com um Parque Termal - o Termas de Quilombo, que oferece águas termais sulfurosas com propriedades para tratamentos complementares de saúde, além é claro, do lazer. O turista também pode conhecer a rota de turismo rural Encantos Rurais de Quilombo, premiada no ano de 2018 pelo Ministério do Turismo como um dos melhores projetos de turismo de base comunitária do país.

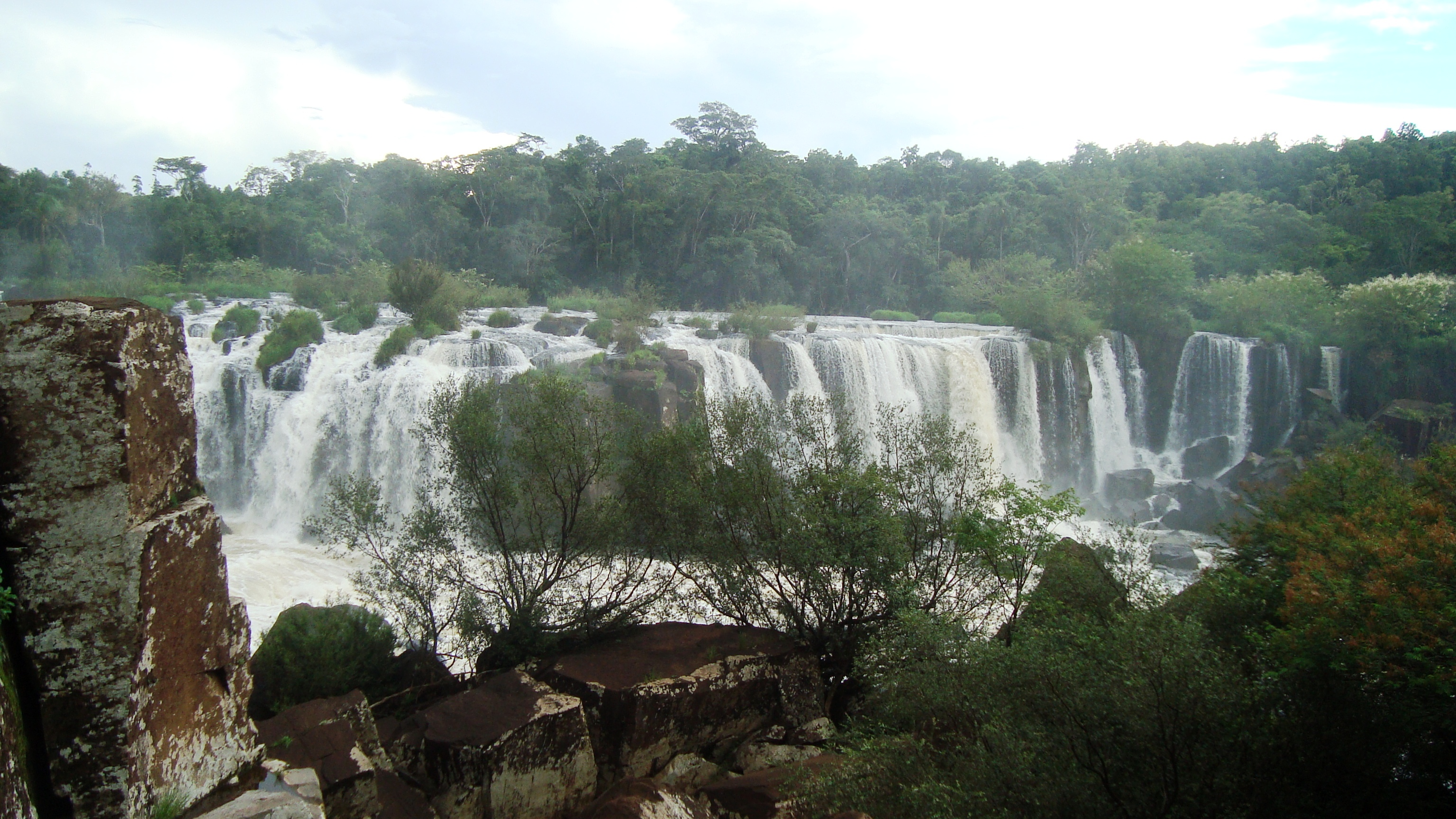
Salto Saudades, Rio Chapecó, Interior de Quilombo.

No oeste catarinense, seis municípios oferecem fontes de águas termais: Águas de Chapecó, São Carlos, Palmitos, Quilombo, Caibi e Saudades. A estrutura turística ainda é incipiente, mas a qualidade das águas vale a visita. Destaque para Quilombo, única cidade em Santa Catarina com um parque de águas sulfurosas, instalado em plena praça central.

## Rádios de Quilombo
Rádio Imperatriz Web "Para o seu dia mais Feliz"
Rádio Comunitária "A Voz do Povo" 87,9FM localizada no Morro do Sol.
Rádio Coração 93,9 FM, Localizada na Avenida Primo Alberto Bodanese, Centro.